# Roanoke Valley Rebels (ECHL)
Roanoke Valley Rebels byl profesionální americký klub ledního hokeje, který sídlil ve Vintonu ve Virginii. V letech 1990–1992 působil v profesionální soutěži East Coast Hockey League. Rebels ve své poslední sezóně v ECHL skončily v osmifinále play-off. Své domácí zápasy odehrával v hale LancerLot Sports Complex. Klubové barvy byly modrá, červená a bílá.
Založen byl v roce 1990 po přejmenování týmu Virginia Lancers. Zanikl v roce 1992 přetvořením frančízy v tým Roanoke Valley Rampage.

## Přehled ligové účasti
Zdroj: 
- 1990–1992: East Coast Hockey League (Východní divize)